# Jama pod Smoganico
Jama pod Smoganico este o arie protejată (arie specială de conservare — SAC, sit de importanță comunitară — SCI) din Slovenia întinsă pe o suprafață de 41,86 ha, integral pe uscat.

## Localizare
Centrul sitului Jama pod Smoganico este situat la coordonatele 46°08′07″N 13°44′38″E / 46.1353°N 13.7439°E.

## Înființare
Situl Jama pod Smoganico a fost declarat sit de importanță comunitară în aprilie 2004 pentru a proteja un număr necunoscut de specii din flora spontană și fauna sălbatică aflate în arealul zonei. Situl a fost protejat și ca arie specială de conservare în februarie 2012.

## Biodiversitate
Situată în ecoregiunea alpină, aria protejată conține 1 habitat natural: Peșteri inaccesibile publicului.
La baza desemnării sitului se află un număr nedeclarat de specii protejate.